# Rolex Daytona
Rolex Daytona är en klockmodell från Rolex som tillverkats sedan 1963. Denna modell har bland annat kronograf, 44 juvelers urverk med 78 timmars energireserv och är vattentät till 100 meter. Det gamla urverket var El Primero, numera används Rolex egna "Inhouse" urverk. Vissa menar att El Primero var mer exakt men det finns det dock inga bekräftelser på.
Rolex tillverkar även andra modeller som till exempel Submariner, Date-Just, Day-Date GMT Master II med fler.

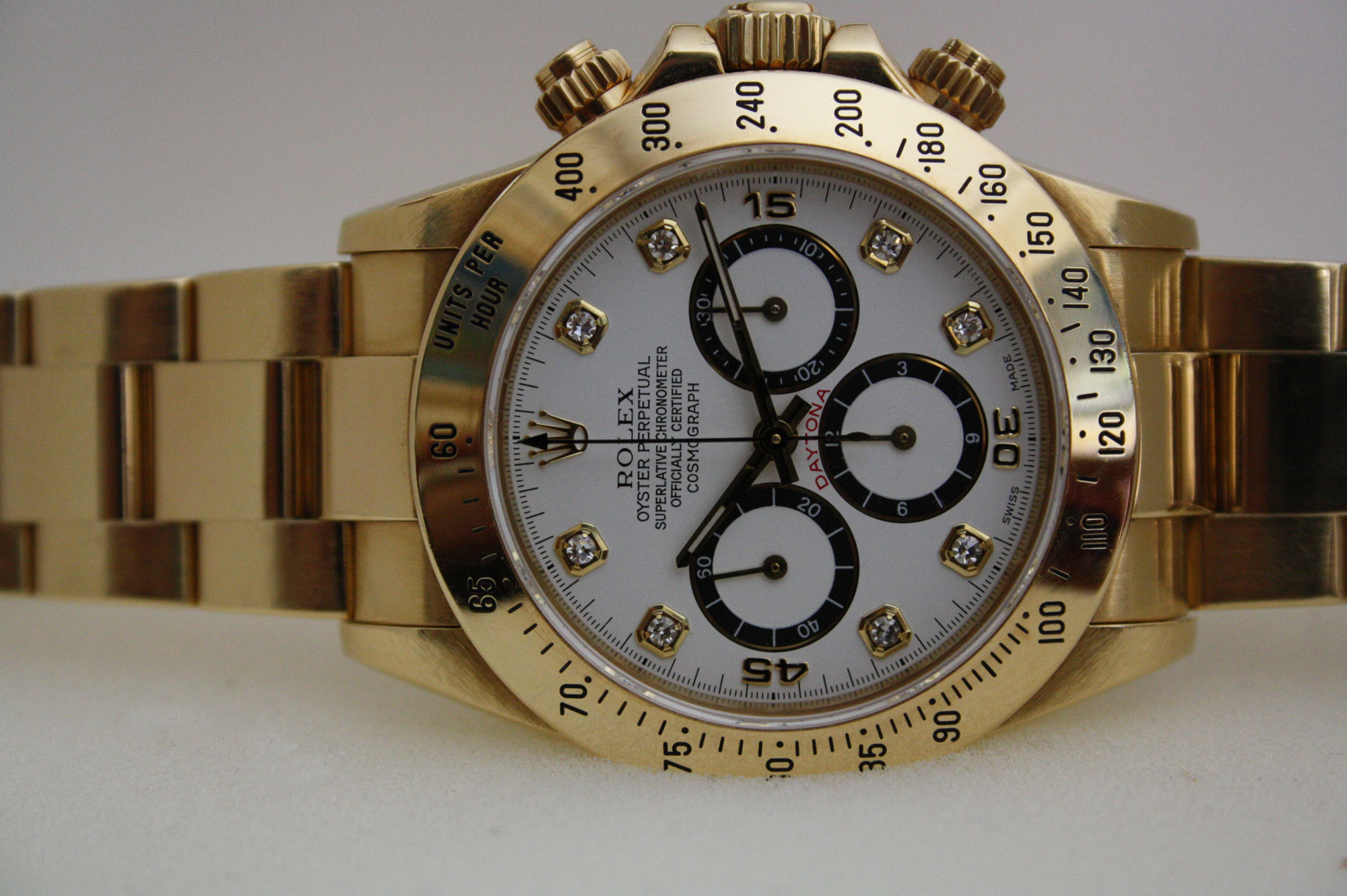
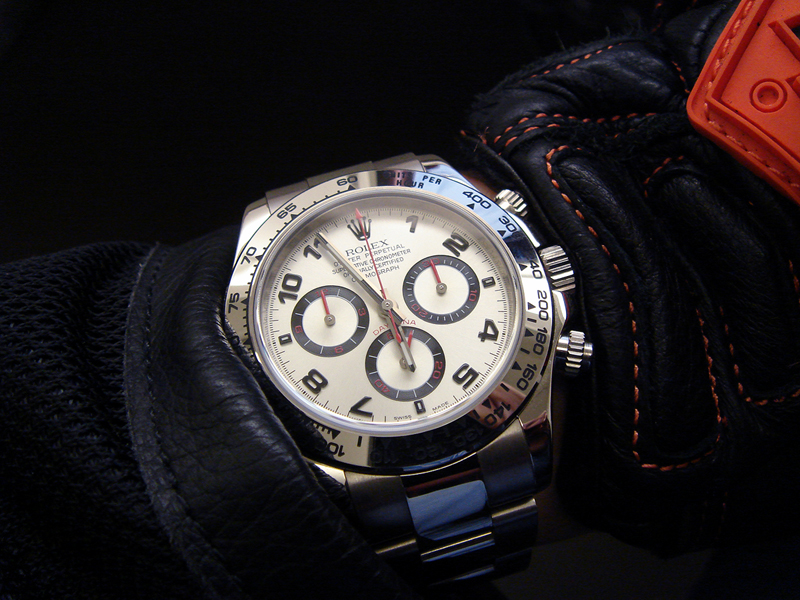
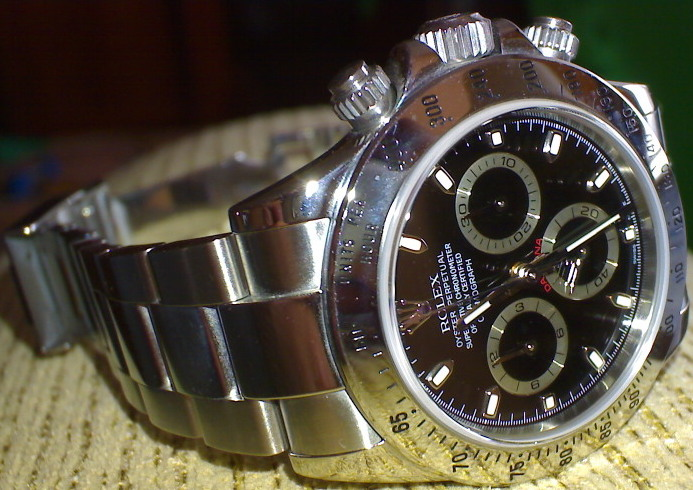